# Melody Eötvös
Melody Eötvös   (Southern Highlands, 1984) és una compositora australiana contemporània de música clàssica, resident a Melbourne.

## Trajectòria
Melody va néixer en una família de músics. El seu pare era músic de jazz i la seva mare era pianista. Va començar a estudiar teoria musical i piano als 5 anys, abans d'aprendre violoncel als 8 anys. També havia completat la seva primera composició aquell any, un duet de violoncel. Va obtenir una llicenciatura en composició musical al Conservatori de Queensland sota la tutela de Gerardo Dirié. Es va doctorar en Música a la Jacobs School of Music de la Universitat d'Indiana, i un màster en Música per la Royal Academy of Music de Londres.
El 2009 va rebre el seu primer premi important, el premi APRA en la categoria de desenvolupament professional en composició de música clàssica (APRA Music Awards), dotat amb 16.000 dòlars en ajuts a l'estudi i viatges. Posteriorment va rebre diversos premis més, i les seves composicions van ser interpretades per orquestres de diversos indrets del món com Londres, Tasmània o Filadèlfia. També fou professora del Conservatori de Música de Melbourne, i l'abril del 2020 la Queensland Symphony Orchestra va estrenar una obra encarregada a Eötvös, i el setembre següent ho havia de fer l'Orquestra de Cambra d'Austràlia (ACO, per les sigles en anglès), però fou cancel·lat per la pandèmia de Covid-19.